# Kiriłł Pietrienko
Kiriłł Garrijewicz Pietrienko (ur. 11 lutego 1972 w Omsku) – rosyjski dyrygent.

## Życiorys
Urodził się w syberyjskim Omsku w rodzinie muzyków żydowskiego pochodzenia. Od 1990 roku mieszka w Austrii, gdzie studiował w Universität für Musik und darstellende Kunst Wien w Wiedniu. W latach 2002–2007 pełnił obowiązki dyrektora muzycznego berlińskiej Komische Oper Berlin. Od 2013 do 2018 roku był generalnym dyrektorem muzycznym w Bawarskiej Operze Państwowej w Monachium (Bayerische Staatsoper). W 2018 został wybrany na  szefa Filharmoników Berlińskich.